# اليوم العالمي للأديان
يحتفل به في ثالث يوم الأحد من شهر يناير (كانون الثاني) من كل عام وكان أول احتفال به يوم الخامس عشر من يناير عام 1950 في عدة مدن في الولايات المتحدة الأمريكية طبق قرار من المحفل المركزي[1] البهائي في تلك الدولة في ديسمبر 1949 لغرض إقامة مؤتمرات وحلقات مناقشة للمساعدة في تفهم وتقبل اتباع الأديان لبعضهم البعض والتعاون والتضامن في المجتمع على النطاق المحلي وحول العالم.
و يحتفل في هذا اليوم في الوقت الحاضر في مئات من المدن حول العالم ويساهم في التحضير لها اشخاص وجمعيات من أديان عديدة دون أن يكون لأي منها دورا أكبر من الأديان الأخرى.